# Галактиониха (река)
Галактиониха (Галахтинская) — река в Красноярском крае России, левый приток Енисея, протекает по территории Енисейского района. Длина реки — 123 км, площадь водосборного бассейна — 1180 км².
У восточной окраины села Ярцево река сливается с протокой Рассоха и впадает в Енисей на расстоянии 1775 км от устья, на высоте 44 м над уровнем моря. Из притоков Галактионихи собственные названия имеют два: река Левая Галактиониха, впадает в 44 км по левому берегу, длина 48 км и в 51 км по правому берегу — Буреломный, длина 12 км. Река характерна весенними паводками, иногда принимающими разрушительный характер.
По данным государственного водного реестра России относится к Енисейскому бассейновому округу. Код водного объекта — 17010400112116100029852.